# Smrk na Karlově Huti
Smrk na Karlově Huti je památný strom v osadě Karlova Huť části obce Bělá nad Radbuzou. Smrk ztepilý (Picea abies) roste v severozápadní části osady v nadmořské výšce 578 m. Jeho stáří je odhadováno na 120 let, obvod kmene je 414 cm, výška stromu dosahuje 40 m, výška koruny je 25 m a šířka 17 m (měřeno 2018). Jedná se o vitálního jedince výjimečných velikostních parametrů. Je chráněn od 27. září 2018 jako esteticky zajímavý strom, významný vzrůstem.

## Stromy v okolí
- Lípa v Bystřici u Bělé nad Radbuzou
- Dub v Čečíně